# مسابقات تنیس هاینیکن اپن ۲۰۱۰
مسابقات تنیس آزاد هاینیکن ۲۰۱۰ از ۲۱ الی ۲۷ دی ماه در شهر اکلند کشور استرالیا برگزار می‌شود. این مسابقات بخشی از تور جهانی تنیس مردان (ATP)است و در مجموعه ۲۵۰ امتیازی‌ها قرار دارد.
سطح زمین‌های مرکز تنیس ای‌اس‌بی(ASB Tennis Centre)(میزبان این مسابقات) از نوع Rebound Ace است. (سطحی تا که تا قبل از سال ۲۰۰۸ در مسابقات آزاد استرالیا مورد استفاده قرار می‌گرفت) همچنین توپ‌های ویلسون آزاد استرالیاً در این تورنمنت مورد استفاده قرار می‌گیرد.
این تورنمنت در کنار دیگر تورنمنت‌های موازی، مقدمه‌ای برای اولین گرنداسلم سال، مسابقات آزاد استرالیا، محسوب می‌شود. سال گذشته خوآن مارتین دلپوتروی آرژانتینی در دیدار فینال حریف آمریکایی خود سم کوئری را با نتایج (۶-۴ و ۶-۴) شکست داد تا قهرمان این مسابقات لقب بگیرد.
هشت سید(Seed) این دوره:
1. تامی روبردو - اسپانیا
2. داوید فرر - اسپانیا
3. خوان کارلوس فررو - اسپانیا
4. نیکلای آلماگرو - اسپانیا
5. فیلیپ کولشرایبر - آلمان
6. یورگن ملتزر - اتریش
7. خوان موناکو - آرژانتین
8. آلبرت مونتانیز - اسپانیا